# Аријана Валони
Аријана Валони (итал. Arianna Valloni; 10. април 2001) санмаринска је пливачица чија ужа специјалност су трке слободним стилом на дистанцама од 800 и 1.500 метара, те маратонске трке на отвореним водама. Вишеструка је национална првакиња и рекордерка. 

## Спортска каријера
Валонијева је дебитовала на међународној пливачкој сцени још као јуниорка, а прво веће такмичење на коме је наступила су биле Игре малих земаља Европе 2017. чији домаћин је био град Сан Марино. На том такмичењу је освојила и прве медаље у каријери, сребро и две бронзе. У децембру исте године по први пут је наступила на Европском првенству у малим базенима у Копенхагену. 
Током 2018. такмичила се на Олимпијским играма младих у Буенос Ајресу, Медитеранским играма у Тарагони и Европском првенству у Глазгову. 
На светским првенствима је дебитовала у корејском Квангџуу 2019. где је пливала у квалификационим тркама на 800 слободно и 1.500 слободно (24. и 29. место).
Пливала је и на Европском првенству у Будимпешти 2021. где јој је најбољи резултат било 17. место испливано у квалификацијама трке на 800 слободно. 